# Папа Агапит I
Папа Агапит I (лат. Agapetus; 22. април 536.) је био 57. папа од 13. маја 535. до 22. априла 536.
Послат је од готског краља Теодада, цару Јустинијану у Цариград, да одврати овога од похода против Гота. Хришћани верују да је уз пут исцелио неког немог и слепог човека. У Цариграду је помогао утврдити православље. Преминуо је је 22. априла 536. године.
Српска православна црква слави га 17. априла по црквеном, а 30. априла по грегоријанском календару.